# Резолюция Европейского парламента о признании Российской Федерации государством-спонсором терроризма
Резолюция Европейского парламента о признании Российской Федерации государством-спонсором терроризма принята 23 ноября 2022 года голосованием 494-58 голосов при 44 воздержавшихся, в которой Европейский парламент признал Россию государством, применяющим средства терроризма в военной агрессии РФ против Украины. Это дало почву для последующего привлечения к ответственности Владимира Путина и его правительства перед международным трибуналом.
Депутаты призвали Европейский союз добавить в список террористических организаций ЧВК Вагнера и 141-й специальный моторизованный полк имени А. А. Кадырова.

## Предыстория
После вторжения России на Украину в феврале 2022 года и первоначального расследования военных преступлений, совершенных российскими солдатами, прозвучали призывы объявить Россию террористическим государством. 10 мая 2022 года парламент Литвы признал Россию террористическим государством, а её действия на Украине — геноцидом. Сенат США единогласно принял резолюцию по этому поводу 27 июля 2022 года, и теперь Палата представителей США должна рассмотреть такой закон. 11 августа латвийский парламент признал Россию государством-спонсором терроризма. Верховная Рада Украины 20 августа 2022 года также признала Россию террористическим государством. 17 октября Европейский парламент утвердил запрос на обсуждение и голосование по резолюции о признании России террористическим государством на своей сессии в ноябре. 21 ноября Парламентская ассамблея НАТО единогласно приняла резолюцию, которая обозначает, что «нынешний режим в российском государстве является террористическим».

## Инициатива принятия резолюции
Резолюция стала ответом на призыв президента Украины Владимира Зеленского признать РФ государством-спонсором терроризма.
Инициаторами стали:
- Михаэль Галер, Андрюс Кубилюс, Раса Юкнявичене, Желяна Зовко, Дэвид Макаллистер, Вангелис Меймаракис, Зигфрид Мурешан, Пауло Рангель, Ежи Бузек, Траян Бэсеску, Владимир Бильчик, Василе Блага, Даниэль Буда, Даниэль Каспари, Петер ван Дален, Георге Фалька, Томаш Франковски, Анджей Халицкий, Мирча‑Георге Хава, Сандра Калниете, Арба Кокалари, Эва Копач, Андрей Ковачев, Давид Лега, Аушра Малдейкене, Лукас Мандл, Мариан‑Жан Маринеску, Габриэль Мато, Людас Мажилис, Франсиско Хосе Миллан Мон, Янина Охойска, Радослав Сикорский, Михаэла Шойдрова, Ойген Томак, Инесе Вайдере, Лоран Винче, Изабель Визелер-Лима, Александр Александров Йорданов, Милан Звер, Мириам Лексманн, Антонио Лопес-Истурис Уайт, Эльжбета Катажина Лукациевска от имени Группы ППЭ;
- Педро Маркес, Тонино Пикула от имени S&D Group;
- Петрас Ауштревичюс, Дита Чаранцова, Оливье Шастель, Барт Гротуис, Мориц Кёрнер, Ильхан Кючук, Натали Луазо, Карен Мельхиор, Драгош Пыслару, Михал Шимечко, Николае Штефануцэ, Рамона Стругариу, Фредерик Рис, Драгош Тудораче, Хильда Вотманс от имени Renew Group
- Сергей Лагодинский от имени Verts/ALE Group;
- Раффаэле Фитто, Анна Фотыга, Робертс Зиле, Витольд Ян Ващиковски, Ядвига Вишневска, Доминик Тарчиньски, Косьма Злотовски, Адам Белан, Богдан Ржонца, Эльжбета Рафальска, Рышард Чарнецки, Яцек Сариуш-Вольский, Иоахим Станислав, Томаревски Брудзиньоцкий Чарли Веймерс, Збигнев Кузьмиук, Карло Фиданза, Патрик Яки, Евгений Юржица, Беата Кемпа, Эльжбета Крук, Беата Мазурек от имени Группы ECR;
- Фабио Массимо Кастальдо.

## Резолюция
В резолюции отмечено, что РФ нарушает нормы международного права, атакуя гражданские объекты — энергетическую инфраструктуру, больницы, школы и убежища  Украины.
В ней также подчёркивается: «Европарламент… решительно осуждает военные преступления и акты террора против гражданского населения, совершенные Российской Федерацией и её приспешниками с целью достижения разрушительных политических целей в Украине и на территории других стран, и признаёт Россию государством, спонсирующим терроризм, и государством, использующим террористические средства».

## Оценки
Директор Агентства моделирования ситуаций Виталий Бала отмечает, что признание России страной-спонсором терроризма поможет усилению санкций, так как «любая компания, которая будет пытаться наладить бизнес с Россией, стопроцентно должна подумать о последствиях своих действий».

## Последствия
В Евросоюзе нет правовой базы по регламентации санкций в отношении государства-спонсора терроризма.
25 ноября 2022 года Палата представителей нидерландского парламента признала Россию государством-спонсором терроризма.